# Batu Niding
Batu Niding is een bestuurslaag in het regentschap Lahat van de provincie Zuid-Sumatra, Indonesië. Batu Niding telt 694 inwoners (volkstelling 2010).